# 十信
十信（じゅうしん）は、菩薩が修行して得られる菩薩五十二位の中、下位から数えて第1番目から10番目の位をいう。菩薩が仏の教法を信じて疑心がない位をいう。
菩薩五十二位の最初の位で、十住の下位にあたる。仏の教法に入らんとする者はまず信の心を持つことから十信という。
願心（がんしん）
十方諸仏の浄土に往生せんと願う心。戒に住して自在なるがゆえに、よく十方に遊戯し、その所作がことごとく願に随うこと。
戒心（かいしん）
戒を遵守する心。三学の一である戒学。心、光密に廻すれば無為に安住して失うことがないこと。
廻向心（えこうしん）
仏果を得んとして修行に全力を尽す心。覚明保持すれば、よく妙なる力を以って、仏光廻照を観じ、また仏に向かい安住すること。
護法心（ごほうしん）
仏法を守らんとする心。心進安寧なれば一切仏法を保持して失わず、十方如来と気分（けぶん）交渉すること。
不退心（ふたいしん）
三学の定学と慧学を以って退堕しない心。定光発明すれば明性深く入り、ただ進むのみを知り、退かないこと。
定心（じょうしん）
静かで動揺しない心。三学の一である定学。智明を執持して周囲を遍く寂湛し、つねに心を一境に凝らすこと。
慧心（えしん）
智慧を研く心。三学の一である慧学。心精が現前すれば純真の智慧が自然に発起すること。
精進心（しょうじんしん）
煩悩を雑えず、精明に仏界に進趣する心。妙円純真なる精明を以って真浄に進むこと。
念心（ねんしん）
教法を憶念する心。真信明了にして一切に円通し、あまたの生死を経過するとも、現前の習気を遺失忘失しないこと。
信心（しんしん）
教法を信じる心。一切の妄迷を滅尽し、中道を了知し純真なること。